# Chennai Open 2008 - Qualificazioni singolare
Le qualificazioni del singolare  del Chennai Open 2008 sono state un torneo di tennis preliminare per accedere alla fase finale della manifestazione. I vincitori dell'ultimo turno sono entrati di diritto nel tabellone principale. In caso di ritiro di uno o più giocatori aventi diritto a questi sono subentrati i lucky loser, ossia i giocatori che hanno perso nell'ultimo turno ma che avevano una classifica più alta rispetto agli altri partecipanti che avevano comunque perso nel turno finale.
Le qualificazioni del torneo Chennai Open  2008 prevedevano 32 partecipanti di cui 4 sono entrati nel tabellone principale.

## Teste di serie
1. Igor' Kunicyn (ultimo turno)
2. Kristian Pless (ultimo turno)
3. Harel Levy (ultimo turno)
4. Stefano Galvani (ultimo turno)

1. Alexander Peya (Qualificato)
2. Michael Ryderstedt (primo turno)
3. Rajeev Ram (Qualificato)
4. Aleksandr Kudrjavcev (Qualificato)

## Qualificati
1. Aleksandr Kudrjavcev
2. Lovro Zovko

1. Rajeev Ram
2. Alexander Peya

## Tabellone

### Legenda
| - Q = Qualificato - WC = Wild card - LL = Lucky loser | - ALT = Alternate - SE = Special Exempt - PR = Protected Ranking | - w/o = Walkover - r = Ritirato - d = Squalificato |

### Sezione 1
|  | Primo turno    | Primo turno          | Primo turno          | Primo turno | Primo turno |  |  | Secondo turno | Secondo turno        | Secondo turno        | Secondo turno        | Secondo turno        |   |   | Ultimo turno | Ultimo turno  | Ultimo turno  | Ultimo turno | Ultimo turno |  |
|  |                |                      |                      |             |             |  |  |               |                      |                      |                      |                      |   |   |              |               |               |              |              |  |
|  | 1              | Igor' Kunicyn        | Igor' Kunicyn        | 6           | 6           |  |  |               |                      |                      |                      |                      |   |   |              |               |               |              |              |  |
|  |                | N.Sriram Balaji      | N.Sriram Balaji      | 2           | 3           |  |  | 1             | Igor' Kunicyn        | Igor' Kunicyn        | 6                    | 3                    |   |   |              |               |               |              |              |  |
|  | Mustafa Ghouse | Mustafa Ghouse       | Mustafa Ghouse       | 6           | 6           |  |  |               | Mustafa Ghouse       | Mustafa Ghouse       | 2                    | 0r                   |   |   |              |               |               |              |              |  |
|  | Ajai Selvaraj  | Ajai Selvaraj        | Ajai Selvaraj        | 1           | 3           |  |  |               |                      |                      |                      |                      |   |   | 1            | Igor' Kunicyn | Igor' Kunicyn | 4            | 4            |  |
|  | Karan Rastogi  | Karan Rastogi        | 7                    | 4           | 6           |  |  |               |                      | 8                    | Aleksandr Kudrjavcev | Aleksandr Kudrjavcev | 6 | 6 |              |               |               |              |              |  |
|  | Divij Sharan   | Divij Sharan         | 5                    | 6           | 4           |  |  |               | Karan Rastogi        | Karan Rastogi        | 5                    | 3                    |   |   |              |               |               |              |              |  |
|  | 8              | Aleksandr Kudrjavcev | Aleksandr Kudrjavcev | 6           | 6           |  |  | 8             | Aleksandr Kudrjavcev | Aleksandr Kudrjavcev | 7                    | 6                    |   |   |              |               |               |              |              |  |
|  |                | Akash Wagh           | Akash Wagh           | 2           | 0           |  |  |               |                      |                      |                      |                      |   |   |              |               |               |              |              |  |

### Sezione 2
|  | Primo turno          | Primo turno          | Primo turno          | Primo turno | Primo turno |  |  | Secondo turno   | Secondo turno      | Secondo turno      | Secondo turno | Secondo turno |   |   | Ultimo turno | Ultimo turno   | Ultimo turno | Ultimo turno | Ultimo turno |  |
|  |                      |                      |                      |             |             |  |  |                 |                    |                    |               |               |   |   |              |                |              |              |              |  |
|  | 2                    | Kristian Pless       | Kristian Pless       | 6           | 6           |  |  |                 |                    |                    |               |               |   |   |              |                |              |              |              |  |
|  |                      | Vivek Shokeen        | Vivek Shokeen        | 3           | 4           |  |  | 2               | Kristian Pless     | Kristian Pless     | 7             | 6             |   |   |              |                |              |              |              |  |
|  | Sonchat Ratiwatana   | Sonchat Ratiwatana   | Sonchat Ratiwatana   | 7           | 6           |  |  |                 | Sonchat Ratiwatana | Sonchat Ratiwatana | 63            | 3             |   |   |              |                |              |              |              |  |
|  | Vignesh Peranamallur | Vignesh Peranamallur | Vignesh Peranamallur | 6           | 1           |  |  |                 |                    |                    |               |               |   |   | 2            | Kristian Pless | 6            | 1            | 2            |  |
|  | Lovro Zovko          | Lovro Zovko          | Lovro Zovko          | 7           | 6           |  |  |                 |                    |                    | Lovro Zovko   | 3             | 6 | 6 |              |                |              |              |              |  |
|  | Sunil-Kumar Sipaeya  | Sunil-Kumar Sipaeya  | Sunil-Kumar Sipaeya  | 6(1)        | 3           |  |  | Lovro Zovko     | Lovro Zovko        | 6                  | 1             | 6             |   |   |              |                |              |              |              |  |
|  |                      | Denis Macukevič      | Denis Macukevič      | 6           | 7           |  |  | Denis Macukevič | Denis Macukevič    | 3                  | 6             | 1             |   |   |              |                |              |              |              |  |
|  | 6                    | Michael Ryderstedt   | Michael Ryderstedt   | 4           | 5           |  |  |                 |                    |                    |               |               |   |   |              |                |              |              |              |  |

### Sezione 3
|  | Primo turno     | Primo turno       | Primo turno       | Primo turno | Primo turno |  |  | Secondo turno | Secondo turno   | Secondo turno   | Secondo turno | Secondo turno |   |   | Ultimo turno | Ultimo turno | Ultimo turno | Ultimo turno | Ultimo turno |  |
|  |                 |                   |                   |             |             |  |  |               |                 |                 |               |               |   |   |              |              |              |              |              |  |
|  | 3               | Harel Levy        | Harel Levy        | 6           | 6           |  |  |               |                 |                 |               |               |   |   |              |              |              |              |              |  |
|  |                 | Jaroslav Levinský | Jaroslav Levinský | 1           | 1           |  |  | 3             | Harel Levy      | Harel Levy      | 6             | 6             |   |   |              |              |              |              |              |  |
|  | Kamala Kannan   | Kamala Kannan     | Kamala Kannan     | 7           | 6           |  |  |               | Kamala Kannan   | Kamala Kannan   | 2             | 1             |   |   |              |              |              |              |              |  |
|  | Yuki Bhambri    | Yuki Bhambri      | Yuki Bhambri      | 5           | 4           |  |  |               |                 |                 |               |               |   |   | 3            | Harel Levy   | Harel Levy   | 64           | 1            |  |
|  | Michal Mertiňák | Michal Mertiňák   | Michal Mertiňák   | 6           | 6           |  |  |               |                 | 7               | Rajeev Ram    | Rajeev Ram    | 7 | 6 |              |              |              |              |              |  |
|  | Vijay Kannan    | Vijay Kannan      | Vijay Kannan      | 1           | 4           |  |  |               | Michal Mertiňák | Michal Mertiňák | 2             | 5             |   |   |              |              |              |              |              |  |
|  | 7               | Rajeev Ram        | Rajeev Ram        | 6           | 6           |  |  | 7             | Rajeev Ram      | Rajeev Ram      | 6             | 7             |   |   |              |              |              |              |              |  |
|  |                 | Karunuday Singh   | Karunuday Singh   | 1           | 2           |  |  |               |                 |                 |               |               |   |   |              |              |              |              |              |  |

### Sezione 4
|  | Primo turno              | Primo turno              | Primo turno              | Primo turno | Primo turno |  |  | Secondo turno | Secondo turno    | Secondo turno    | Secondo turno  | Secondo turno |   |   | Ultimo turno | Ultimo turno    | Ultimo turno | Ultimo turno | Ultimo turno |  |
|  |                          |                          |                          |             |             |  |  |               |                  |                  |                |               |   |   |              |                 |              |              |              |  |
|  | 4                        | Stefano Galvani          | Stefano Galvani          | 6           | 6           |  |  |               |                  |                  |                |               |   |   |              |                 |              |              |              |  |
|  |                          | Harsh Mankad             | Harsh Mankad             | 1           | 1           |  |  | 4             | Stefano Galvani  | Stefano Galvani  | 6              | 6             |   |   |              |                 |              |              |              |  |
|  | Stephen Amritraj         | Stephen Amritraj         | 6                        | 3           | 6           |  |  |               | Stephen Amritraj | Stephen Amritraj | 1              | 1             |   |   |              |                 |              |              |              |  |
|  | Tushar Liberhan          | Tushar Liberhan          | 4                        | 6           | 3           |  |  |               |                  |                  |                |               |   |   | 4            | Stefano Galvani | 6            | 3            | 4            |  |
|  | David Martin             | David Martin             | David Martin             | 6           | 6           |  |  |               |                  | 5                | Alexander Peya | 4             | 6 | 6 |              |                 |              |              |              |  |
|  | Ranjeet Virali-Murugesan | Ranjeet Virali-Murugesan | Ranjeet Virali-Murugesan | 3           | 0           |  |  |               | David Martin     | David Martin     | 65             | 3             |   |   |              |                 |              |              |              |  |
|  | 5                        | Alexander Peya           | Alexander Peya           | 6           | 6           |  |  | 5             | Alexander Peya   | Alexander Peya   | 7              | 6             |   |   |              |                 |              |              |              |  |
|  |                          | Jim Thomas               | Jim Thomas               | 3           | 2           |  |  |               |                  |                  |                |               |   |   |              |                 |              |              |              |  |